# Acraea infuscatoides
Acraea infuscatoides är en fjärilsart som beskrevs av Le Doux 1931. Acraea infuscatoides ingår i släktet Acraea och familjen praktfjärilar. Inga underarter finns listade i Catalogue of Life.